# Mogetorp
Mogetorp är en stadsdel i Katrineholm.